# Förr eller senare exploderar jag (film)
Förr eller senare exploderar jag (originaltitel: The Fault in Our Stars) är en dramafilm från 2014, baserad på boken med samma namn skriven av John Green. Filmen hade premiär den 6 juni 2014 i USA och den 22 juni i Sverige.

## Rollista
| Shailene Woodley | – Hazel Grace Lancaster |
| Ansel Elgort     | – Augustus Waters       |
| Nat Wolff        | – Isaac                 |
| Laura Dern       | – Mrs. Lancaster        |
| Sam Trammell     | – Mr. Lancaster         |
| Mike Birbiglia   | – Patrick               |
| Willem Dafoe     | – Peter Van Houten      |
| David Whalen     | – Mr. Waters            |
| Milica Govich    | – Mrs. Waters           |
| Emily Peachey    | – Monica                |
| Lotte Verbeek    | – Lidewij Vliegenthart  |
| John Green       | – bortklippt cameo      |

## Produktion
Den 1 februari 2012 såldes filmrättigheterna för boken till 20th Century Fox. Den 19 februari 2013 meddelandes det att Josh Boone kommer att vara filmens regissör. Filminspelningen började den 26 augusti 2013 i Pittsburgh, Pennsylvania, och avslutades den 10 oktober. Mellan den 14 och 16 oktober filmades en del av filmen in i Amsterdam, Nederländerna.

## Soundtrack
Filmens soundtrack släppts den 19 maj 2014 och är arrangerad av Nate Walcott och Mike Mogis från bandet Bright Eyes. Ed Sheerans låt "All of the Stars" spelas under eftertexterna.
| Nr           | Titel                      | Artist          | Längd   |
| ------------ | -------------------------- | --------------- | ------- |
| 1.           | All of the Stars           | Ed Sheeran      | 4:15    |
| 2.           | Simple as This             | Jake Bugg       | 3:17    |
| 3.           | Let Me In                  | Grouplove       | 3:59    |
| 4.           | Tee Shirt                  | Birdy           | 2:39    |
| 5.           | All I Want                 | Kodaline        | 5:06    |
| 6.           | Long Way Down              | Tom Odell       | 2:30    |
| 7.           | Boom Clap                  | Charli XCX      | 2:49    |
| 8.           | While I’m Alive            | STRFKR          | 3:48    |
| 9.           | Oblivion                   | Indians         | 3:39    |
| 10.          | Strange Things Will Happen | The Radio Dept. | 4:26    |
| 11.          | Bomfallarella              | Afasi & Filthy  | 3:57    |
| 12.          | Without Words              | Ray LaMontagne  | 4:18    |
| 13.          | Not About Angels           | Birdy           | 3:09    |
| 14.          | No One Ever Loved          | Lykke Li        | 4:05    |
| 15.          | Wait                       | M83             | 5:44    |
| Total längd: | Total längd:               | Total längd:    | 1:01:00 |

| 16. | Best Shot | Birdy feat. Jaymes Young | 2:54 |

| 1. | Sun                | Sleeping At Last | 4:39 |
| 2. | We're On Our Way   | Radical Face     | 4:08 |
| 3. | What I Wouldn't Do | Serena Ryder     | 3:40 |
| 4. | What You Wanted    | OneRepublic      | 4:01 |